# Subasta electrónica

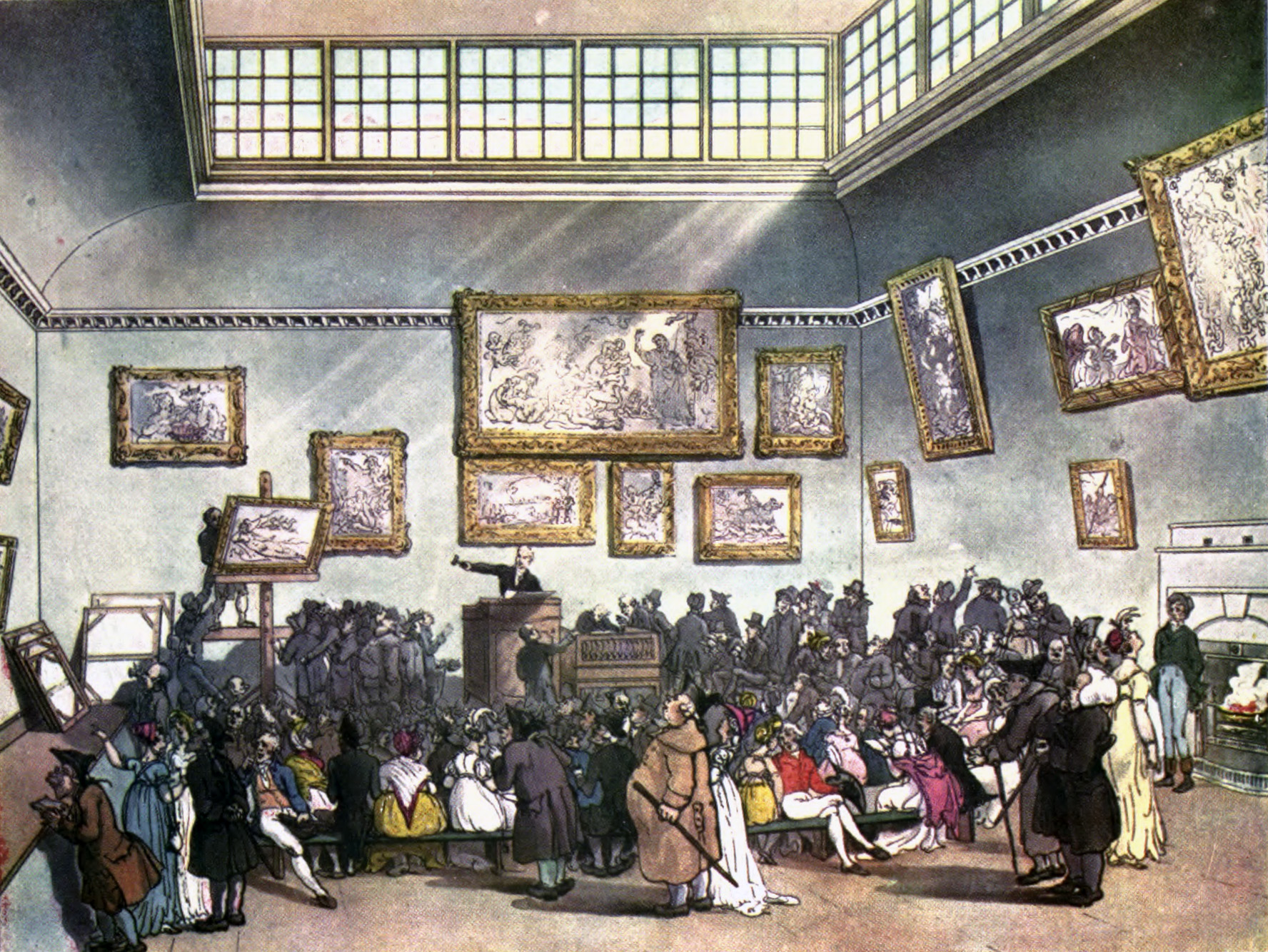
Sala de subastas de Christie's, placa Microcosmos de Londres, 1808

La subasta electrónica / subasta inversa es un proceso dinámico de negociación de precios en línea entre proveedores preseleccionados para conseguir una parte del negocio. Es una manifestación del B2B (Business to Business). Se trata de un nuevo sistema de negociación en el que, en cierto modo, desaparece la relación personal con el cliente para convertirla en una negociación a través de internet. Se denominan subastas inversas. La subasta electrónica también se conoce como negociación electrónica, bajasta, subasta inversa o puja por Internet. En contra del sistema tradicional, gana el lote el que menor precio oferte. Las subastas electrónicas han tenido un crecimiento del 75% del año 2000 al año 2003 habiéndose implantado en numerosos sectores productivos: automoción, energía, aeroespacial, contratación pública, etc.
El sistema tradicional de negociación se pervierte por varias razones:
- Las condiciones del contrato no se negocian sino que vienen impuestas por el cliente y se deben aceptar como condición previa para participar en la subasta.
- El trabajo administrativo que se exige al proveedor es muy superior y el tiempo para realizarlo, generalmente, breve.
- En principio, en la subasta no se atiende a otras consideraciones diferentes del precio.

Algunas quejas expuestas tradicionalmente por los proveedores son las siguientes:
- Las condiciones de adjudicación de lotes no siempre están claras lo que otorga una ventaja injusta al comprador.
- Las especificaciones de productos que se envían no siempre están correctas o completas.

## Algunas ventajas para el cliente
- Aumenta el espectro de potenciales proveedores pues puede invitar a proveedores alejados geográficamente.
- Genera ahorros en sus compras
- Reduce el tiempo de negociación en un 50% (30% en la preparación y 95% en la cotización).
- Las empresas obtienen un Retorno sobre la Inversión (ROI) hasta de 10 a 1 organizando subastas electrónicas.
- El 80% de los proveedores acusan una bajada de precios como resultado de las subastas.
- Despersonaliza la oferta evitando posibles tratos de favor entre el comprador local y el proveedor habitual.
- Reducen los errores de las ofertas.

## Algunos conceptos
- Precio Techo. Precio de salida por encima del cual no se puede cotizar.
- Precio de Reserva. Precio mínimo que hay que alcanzar para que el cliente cambie de proveedor.
- Decrementos de precio. Nivel mínimo de reducción que hay que hacer en cada puja. Puede establecerse en porcentaje o en valor. Varía del 0,5% al 3%. También se pueden indicar decrementos máximos.
- Duración de la subasta. La subasta tiene una duración determinada que puede prolongarse por el llamado 'Tiempo de extensión' o 'Tiempo pendiente'. Por lo general las subastas tienen una duración de 30 minutos.
- Tiempo de extensión. Tiempo que se alarga la subasta si se introduce una oferta en el último momento (últimos uno o dos minutos) Puede establecerse solo para ofertas ganadoras o para cualquier tipo de ofertas.
- Tiempo pendiente. Tiempo de seguridad que se concede una vez terminada la subasta en la que el cliente puede reabrirla por causas excepcionales (p.ej. que a un proveedor le haya fallado el software)

## Algunas prácticas injustas
- Cotización por parte del cliente. En ocasiones, se han denunciado 'ofertas fantasma' introducidas por el cliente para bajar precios.
- Llamada del comprador. Es práctica habitual que el comprador llame a los proveedores en el curso de la subasta para presionar sobre la bajada de precios.
- Acuerdo entre proveedores. Es una práctica ilegal.

## Tipos de subastas
A. Por el Feedback que proporcionan al participante.
Existen dos tipos principales:
1. Abierto Permite ver la evolución de las cotizaciones a través de un diagrama. Es el más justo para el ofertante ya que permite hacer un análisis de la evolución de la subasta. Existen dos modalidades:
- Individualizado. Permite ver la evolución individual de cada participante.
- Genérico. Tan solo se muestran los puntos de cotización pero sin diferenciar cotizantes.

2. De posición. Tan solo se muestra la posición de nuestra oferta (ejemplo: ‘Terceros’). Modalidades:
- Se muestra nuestra posición.
- Se muestra nuestra posición y el precio de la posición anterior.
- Se muestra nuestra posición y el precio de la oferta ganadora.

B. Formatos de subasta
- Normal.
- Decremento ganador. Solo se puede introducir una oferta ganadora.
- Indexado. Se reducen porcentajes sobre un índice comunicado previamente.
- Transformado. Sobre la oferta introducida, el cliente introducirá un valor corrector en función de algún parámetro de coste. Generalmente suele referirse al transporte.

C. Variaciones
- Solo el precio más bajo gana.
- Puede ganar cualquiera de las ofertas introducidas aunque no sea la menor. Este es el procedimiento más utilizado por los clientes ya que se tienen en cuenta una serie de factores.
- Doble subasta. Primero se subastan los lotes y, luego, una agregación de todos los lotes tomando como precio de salida el menor de cada lote.

## Proceso de la subasta
1. Preparación de los lotes. El cliente solicita a sus proveedores habituales un completo dossier sobre los productos suministrados:
- Precio.
- Condiciones de entrega: embalaje, paletizado, etc.
- Especificaciones técnicas: características, diseño, medidas, etc.

Posteriormente, dividirá las referencias en los lotes que quiere que sean cotizados.
2. Preselección de participantes. El cliente selecciona de tres fuentes:
- Proveedores conocidos por el cliente.
- Proveedores tipo A (los más importantes en su cartera).
- Base de datos de clientes (muchas veces proporcionados por el propio operador de internet)
- Nuevos proveedores.

La diferencia con una negociación tradicional es que estos dos últimos grupos pasan de 20% al 40%.
Una vez seleccionados los participantes, les enviará un dossier en el que figurará:
- Fechas del proceso de negociación.
- Condiciones del contrato.
- Aceptación del proceso de cotización. Se trata de un impreso que se devuelve al cliente firmado.

2. Solicitud de información - RFI. El cliente envía (normalmente a través de correo electrónico) un dossier al ofertante en el que solicita información de algunas de las siguientes áreas:
- Física: nombre, dirección, teléfono, persona de contacto.
- Económica: evolución de ventas, número de empleados, cuota de mercado, etc.
- Financiera: inmovilizado, evolución de beneficios, etc.
- Comercial: mercados de implantación, efectivos en la red de ventas, productos comercializados, principales clientes, ventajas competitivas, etc.
- Productiva: parque de maquinaria, capacidad disponible de producción, posibilidad de estocaje, plazo de entrega.
- De calidad: controles de calidad, certificaciones conseguidas, plan de contingencias, reacción ante una reclamación, etc.

Esto permite al cliente hacer un rápido benchmarking entre los ofertantes y realizar una preselección de los más interesantes. Hay que señalar que muchos clientes dejan de responder algunas preguntas que consideran confidenciales (p.ej., evolución de los beneficios)
3. Solicitud de precios - RFQ.
El comprador envía a los ofertantes una plantilla con las referencias a cotizar para cada lote. Generalmente, se solicita un desglose de costes por referencia:
- Coste de materia prima.
- Coste de transformación.
- Coste de transporte.
- Margen. El cliente no siempre responde este punto.
- Precio final.

El envío se acompaña de un dossier con las características técnicas de los productos que permite cotizar correctamente. En caso contrario, se invita a los ofertantes a pasar a recoger muestras físicas del producto en un punto determinado. Ayuda a definir la estrategia de la subasta y sirve como ronda de clasificación de participantes.
4. Subasta electrónica / subasta inversa / puja / negociación electrónica  El cliente envía una información a los proveedores seleccionados que incluye:
- Información sobre la subasta: fecha, portal de compra, condiciones de la subasta, teléfonos de contacto, etc.
- Nombre y contraseña. Se envían en diferentes correos por razones de seguridad.

Generalmente, el proveedor de internet ofrece un curso en línea sobre la forma de cotizar en la subasta, adicional se realizan simulaciones de la negociación real. En el propio portal aparece información sobre los productos a cotizar y otras observaciones o recomendaciones.
El proceso de subasta electrónica, entre otras cosas, ayuda al cliente a encontrar el mejor precio de mercado de sus productos.
5. Adjudicación.
- Decisión del participante ganador para cada lote.
- No necesariamente la menor oferta es la mejor, por lo tanto el precio no es el único factor a tomar en cuenta.
- Solicitud del desglose de precios. El cliente tiene un plazo para enviar los precios de cada referencia.
- Implementación del contrato.

## Bienes y servicios negociados
- Equipos de cómputo (PC, Portátiles, Servidores)
- Dotación de Oficinas
- Equipos de comunicaciones
- Servicios Financieros (créditos de tesorería y de largo plazo)
- Suministros de oficina
- Materias primas
- Material de empaque (cartonería / plegadizas)
- Material POP
- Servicios de Consultoría
- Transporte (Terrestre y Aéreo)
- Agroquímicos
- Plantas eléctricas
- Equipos de Seguridad
- Servicios de vigilancia y seguridad privada
- Medicamentos
- Entre otros
- También se puede usar para la venta de activos de la compañía.